# Michaël Zeeman

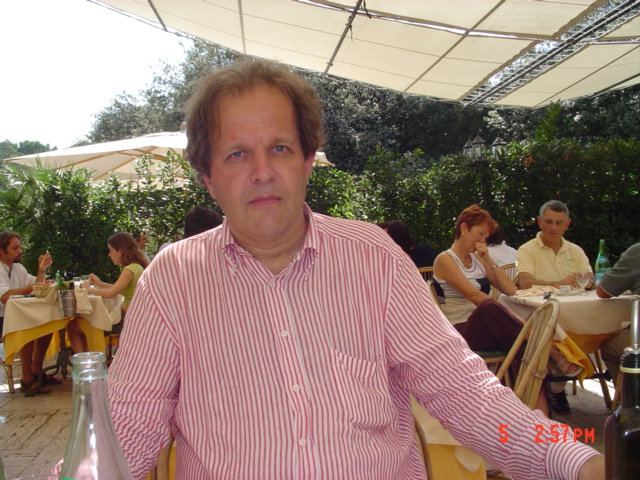
Michaël Zeeman

Michaël Zeeman (Marken, 12 september 1958 - Rotterdam, 27 juli 2009) was een Nederlands schrijver, dichter, literatuurrecensent en televisiepresentator.

## Levensloop
Zeeman werd geboren als zoon van een dominee en stond al op jonge leeftijd op eigen benen. Hij studeerde enkele jaren filosofie aan de Universiteit Utrecht en aan de Rijksuniversiteit Groningen. In 1974 trad hij in dienst bij boekhandel De Tille in Leeuwarden. In die tijd schreef hij recensies voor de Leeuwarder Courant, later ook voor NRC Handelsblad.

### Aangeklaagd
In 1986 werd hij door de eigenaar van de boekhandel aangeklaagd wegens diefstal van boeken ter waarde van honderdduizenden guldens. Volgens Zeeman bestond er een afspraak dat hij de boeken mocht behouden, maar volgens de eigenaar van De Tille was er geen probleem met het meenemen van boeken ter recensie, maar moesten ze wel worden teruggebracht. Over de tijd die hij in voorarrest doorbracht, publiceerde hij later een essay in het literair tijdschrift Hollands Maandblad. Zeeman werd alleen civielrechtelijk vervolgd. De rechtszaak duurde zeven jaar, maar leidde niet tot een veroordeling.

### Activiteiten
In 1987 werd Zeeman stafmedewerker letteren bij de Rotterdamse Kunststichting en hij begon in 1991 te werken bij de Volkskrant, waar hij chef kunst werd. Twee jaar na zijn aanstelling werd hij wegens ernstige interne conflicten  weer uit die functie ontheven en ging hij verder als redacteur van het Boekenkatern. Nadat bekend werd dat hij in privé-computers van een collega bij de krant had ingebroken gaf de directie hem zijn ontslag. Hij bleef als freelancer werken voor de Volkskrant, vanaf 2002 als correspondent in Rome.
Hij ontving in 1991 de C. Buddingh'-prijs voor het beste poëziedebuut voor de bundel Beeldenstorm. In 1995 vertolkte hij een gastrol als presentator in de VPRO-televisiefilm Achilles en het zebrapad. Vanaf 1995 presenteerde hij voor de VPRO Zeeman met boeken, het eerste seizoen onder de paraplu van het cultuurprogramma Laat op de avond na een korte wandeling onder eindredactie van George Brugmans. Hiervoor kreeg hij in januari 2002 de Gouden Ganzenveer. In datzelfde jaar 2002 ging hij bij de VPRO weg en vestigde hij zich in Rome.
Zeeman was een van de vaste presentatoren van het Haagse festival Winternachten. De bibliofiel Zeeman was een verwoed verzamelaar van boeken met een voorkeur voor boeken over filosofie, de Tweede Wereldoorlog, occultisme en poëzie. Het Romeinse appartement van Zeeman werd omgevormd tot een boekendepot. Daarover schreef hij: Huizen beoordeel ik op muuroppervlak, kamers op draagvermogen en koffers op weerbaarheid.
Kort voor zijn overlijden in 2009 werd hem de Pierre Bayle-prijs voor cultuurkritiek toegekend.
Zeeman onderhield jarenlang een vriendschap met de vermaarde Amerikaanse schrijver Philip Roth. Hij behoorde tot het selecte groepje vrienden aan wie Roth een oordeel vroeg over onderdelen van zijn manuscripten. In 2000 nam hij Roth voor de VPRO-tv een interview van anderhalf uur af over jodendom, schrijverschap en seksualiteit.
Na Zeemans overlijden stuurde Roth een verklaring naar de pers, waarin hij naar hun intellectuele vriendschap verwees, Michael's snelle geest en emotionele scherpte prees en zijn verdriet erover uitsprak dat "deze onvermoeibare reus" er niet meer is.

### Overlijden
In juni 2009 werd bij Michaël Zeeman een hersentumor ontdekt; de maand daarop overleed hij, op vijftigjarige leeftijd. Hij stond op het punt te verhuizen naar een ruimer huis in Berlijn. De auteur en boekenverzamelaar werd op 1 augustus 2009 begraven op de Algemene Begraafplaats Crooswijk aan de Kerkhoflaan in Rotterdam.
Bij het leegmaken van zijn Romeinse appartement bleek Zeeman zo'n veertigduizend boeken te hebben verzameld. Zijn bibliotheek is in 2010 geveild bij het veilinghuis Burgersdijk & Niermans te Leiden.

## Publicaties
- Gezegend elk geschrift waarvan ik meen dat het haar roemt (1986)
- Beeldenstorm (1991)
- Verhoudingen, gedichten (1995)
- De verduistering, verhalen (1995)
- God zij met ons (1997)
- Nederlands Geestesmerk? (2004)
- Aan mijn voormalig vaderland (2010)
- Zo las hij, zo leefde hij (2012)